# Dodge Town Panel e Town Wagon
Town Panel e Town Wagon sono stati due modelli di furgone prodotti dalla Dodge dal 1954 al 1966.

## Storia
I due modelli si differenziavano per una caratteristica fondamentale: il Town Panel era un furgone sprovvisto di finestrini laterali, mentre il Town Wagon montava una vetratura laterale e aveva installato dei normali sedili, che però potevano essere rimossi creando un grande piano di carico. In sostanza, il Town Wagon era la versione per il trasporto dei passeggeri del Town Panel. Infatti, il Town Panel non possedeva né i finestrini e neppure i sedili dietro il posto del guidatore, e quindi era un veicolo commerciale a tutti gli effetti.
I due modelli erano in competizione, ad esempio, con il Chevrolet Suburban. All'inizio della commercializzazione sul mercato, era presente solo la versione a due ruote motrici. In seguito fu introdotta la versione a trazione integrale, che alla fine diventò la più popolare. La versione del Town Wagon a quattro ruote motrici era denominata Dodge Power Wagon, e diventò un modello a sé stante.
Il Town Wagon e il Town Panel erano basati sui pick-up Dodge C Series, e quindi erano caratterizzati da paraurti arrotondati e da un parabrezza piatto. I due modelli di furgoni erano dotati di un motore a sei cilindri in linea da 3,7 L di cilindrata. Era possibile avere installato sia il cambio manuale che quello automatico.
Nel 1966, la Town Wagon e la Panel furono sostituite dai furgoni Dodge A100 e A108, che erano moderni, compatti ed economici rispetto ai camion precedenti.